# Lista de últimos monarcas da Oceania
Segue a lista de últimos monarcas da Europa.

## Últimos monarcas da Oceania
| Estado    | Monarca | Monarca           | Título                        | Nascimento            | Reinado                 | Reinado                 | Modo de deposição                                                 | Morte                     | Brasão | Ref.          |
| --------- | ------- | ----------------- | ----------------------------- | --------------------- | ----------------------- | ----------------------- | ----------------------------------------------------------------- | ------------------------- | ------ | ------------- |
| Bora Bora |         | Teriimaevarua III | Rainha de Bora Bora           | 28 de maio de 1871    | 12 de fevereiro de 1873 | 21 de setembro de 1895  | Deposta pelas autoridades coloniais francesas                     | 19 de novembro de 1932    |        | [ 1 ]         |
| Fiji      |         | Isabel II         | Rainha do Fiji                | 21 de abril de 1926   | 10 de outubro de 1970   | 6 de outubro de 1987    | Proclamação da República por meio de um referendum                | Viva                      |        | [ 2 ]         |
| Havaí     |         | Liliuokalani      | Rainha do Havaí               | 2 de setembro de 1838 | 23 de janeiro de 1891   | 17 de janeiro de 1893   | Deposta pelas autoridades americanas                              | 11 de novembro de 1917    |        | [ 3 ] [ 4 ]   |
| Huahine   |         | Tehaapapa III     | Rainha de Huahine             | 8 de agosto de 1879   | 28 de maio de 1893      | 15 de setembro de 1895  | Deposta pelas autoridades coloniais francesas                     | 27 de abril de 1917       |        | [ 5 ] [ 6 ]   |
| Mangareva |         | Bernardo Putairi  | Príncipe Regente de Mangareva | Desconhecido          | 1873                    | 21 de fevereiro de 1881 | Deposto pelas autoridades coloniais francesas                     | 1 ou 7 de janeiro de 1889 |        | [ 7 ]         |
| Niue      |         | Togia-Pulu-toaki  | Patu-iki do Niue              | Desconhecido          | 1898                    | 1900                    | Deposto pelas autoridades coloniais britânicas                    | Desconhecido              |        | [ 8 ]         |
| Raiatea   |         | Tamatoa VI        | Rei de Raiatea                | 1853                  | 25 de janeiro de 1885   | 18 de março de 1888     | Abdicou forçadamente pelas autoridades coloniais francesas        | 15 de setembro de 1905    |        | [ 9 ]         |
| Rapa Nui  |         | Riro Kāinga       | Rei de Rapa Nui               | Desconhecido          | c.1886                  | c.1898/1899             | Deposto e assassinado pelas autoridades chilenas                  | c.1898/1899               |        | [ 10 ] [ 11 ] |
| Ramatara  |         | Tamaeva V         | Rainha da Ramatara            | c.1830                | c.1892                  | 2 de setembro de 1901   | Deposta pelas autoridades coloniais francesas                     | 1923                      |        |               |
| Rurutu    |         | Teuruarii IV      | Rei de Rarutu                 | 8 de agosto de 1879   | c.1886                  | 25 de agosto de 1900    | Deposto pelas autoridades coloniais francesas                     | c.1933 ou 1936            |        |               |
| Taiti     |         | Pōmare V          | Rei do Taiti                  | 3 de novembro de 1839 | 17 de setembro de 1877  | 29 de junho de 1880     | Abdicou forçadamente em favor das autoridades coloniais francesas | 12 de junho de 1891       |        | [ 12 ] [ 13 ] |